# 新庙乡 (荥经县)
新庙乡，是中华人民共和国四川省雅安市荥经县曾经下辖的一个乡。2019年12月，撤销新庙乡，将其所属行政区域划归牛背山镇管辖。

## 行政区划
新庙乡撤销前下辖以下地区：
常富村、新建村和德义村。